# Aleran de Troyes
Aleran (en latin Aledramnus), mort en 852,, est comte de Troyes à l'époque de l'empereur Louis le Pieux et du roi des Francs Charles le Chauve.

## Biographie
Le roi l'envoie comme missis dominicus à Nurcie en 820. En 813, il est chargé de restituer des biens volés à l'abbaye de Montier-en-Der, par un mandement de Charlemagne. En 837, il participe à la fondation de l'abbaye de Montiéramey, sur les rives de la Barse, à l'époque appelée le monastère d'Adrémare, du nom de son fondateur, puis il accompagne le second au siège de Toulouse en 849. Pépin II, roi d'Aquitaine est vaincu, et Aleran est alors nommé marquis de Gothie. Il succède à Sunifred à Barcelone et en Septimanie. Il reçoit pour mission de chasser le comte Guillaume ce qu'il réussit à faire avec Isembard d'Autun, le fils du comte de Bourgogne. Guillaume va à la cour de l'émir Abd al-Rahman II, lequel lui fournit des troupes dirigée par le général 'Abd al-Malik b. Mughîth pour mener une expédition contre le territoire des Francs. Guillaume récupère Barcelone et capture Aleran et isembart. La réaction de Charles le Chauve est rapide : il dépêche de nouvelles troupes et Guillaume est capturé à Barcelone et exécuté. Aleran est tué en 852 en repoussant une attaque des Musulmans.

## Source
- Édouard de Saint-Phalle, « Comtes de Troyes et de Poitiers au IXe siècle : histoire d’un double échec » dans Onomastique et Parenté dans l'Occident médiéval, Oxford, Linacre College, Unit for Prosopographical Research, coll. « Prosopographica et Genealogica / 3 », 2000, 310 p. (ISBN 1-900934-01-9), p. 154-170
- Henri Ehret, Passe avant le meilleur, ou l'histoire de ces comtes qui ont fait la Champagne, 1989, prologue p. 11-12.
- Philippe Sénac, Charlemagne et Mahomet. en Espagne(VIIIe – IXe siècle), Paris, 2015